# Viviers-du-Lac
La commune française de Viviers-du-Lac est une située dans le département de la Savoie, en région Auvergne-Rhône-Alpes.

## Géographie

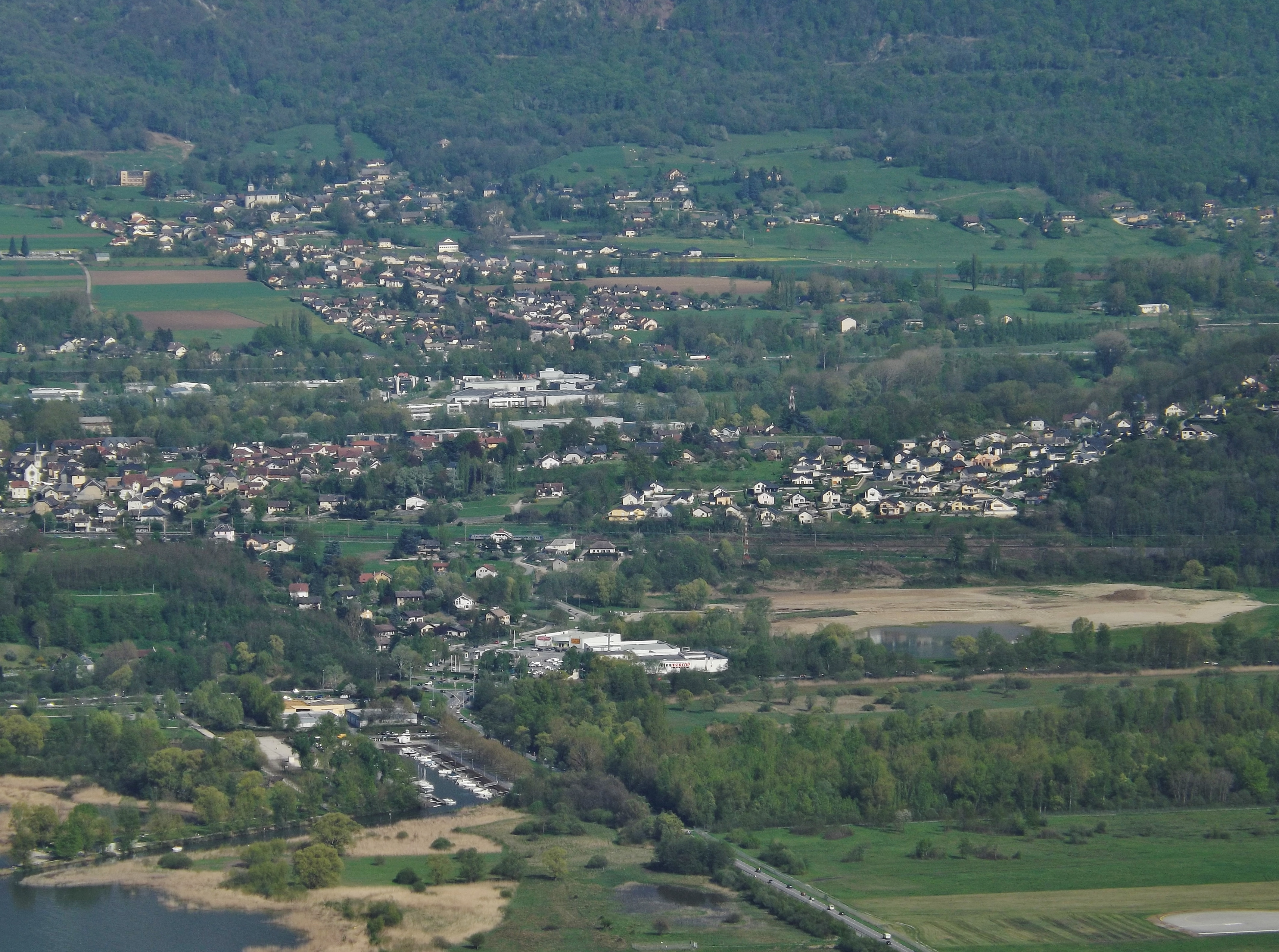
Vue aérienne de Viviers-du-Lac (la commune en arrière-plan étant Méry).

### Localisation
La commune de Viviers-du-Lac se situe en Savoie, entre Chambéry et Aix-les-Bains, en bordure de la rive sud-est du lac du Bourget.
Son territoire s'étend sur 3,94 km2 avec une partie située sur le lac du Bourget dénommée le hameau de Terre-Nue.

### Communes limitrophes
Les communes limitrophes de Viviers-du-Lac sont Tresserve et Aix-les-Bains sur quelques mètres au nord (au niveau du golf), Drumettaz-Clarafond au nord-est, Méry à l'est, Sonnaz au sud-est, Voglans au sud-ouest et Le Bourget-du-Lac à l'ouest.
| Le Bourget-du-Lac | Tresserve / Aix-les-Bains | Drumettaz-Clarafond |
| Le Bourget-du-Lac | Viviers-du-Lac            | Méry                |
| Voglans           | Voglans / Sonnaz          | Sonnaz              |

### Hydrographie
Le territoire de la commune borde les rives sud-est du lac du Bourget.
Depuis le début des années 90, le Conservatoire du littoral possède, sur la commune et sur la commune voisine du Bourget-du-lac, des zones humides : une zone d'une quarantaine d'hectares dénommée « triangle Terre-Nue - Les Blaches », inclus dans une zone Natura 2000, inscrit à l’inventaire des zones humides et au schéma régional de cohérence écologique (SRCE), ainsi que le « domaine de Buttet », de plus de 360 hectares autour du château Thomas II, qui contient un sentier d'interprétation et un observatoire ornithologique.

### Transports et voies de communication
La commune est traversée à l'ouest par l'ancienne route nationale 201, aujourd'hui route départementale 1201, qui relie Chambéry à la frontière suisse et prolonge la voie rapide urbaine de Chambéry. À l'est, l'ancienne route nationale 491, aujourd'hui route départementale 991, longe la première mais dessert le chef-lieu de Viviers-du-Lac.
Sur le plan ferroviaire, la commune est traversée par la ligne de Culoz à Modane (frontière) et est desservie par la gare de Viviers-du-Lac, unique gare encore en service commercial entre Chambéry et Aix-les-Bains. La gare est desservie par les TER Rhône-Alpes assurant les liaisons entre Ambérieu-en-Bugey et Chambéry. Les autocars TER desservant la commune marquent leur arrêt non pas devant la gare mais devant l’église située à une centaine de mètres.

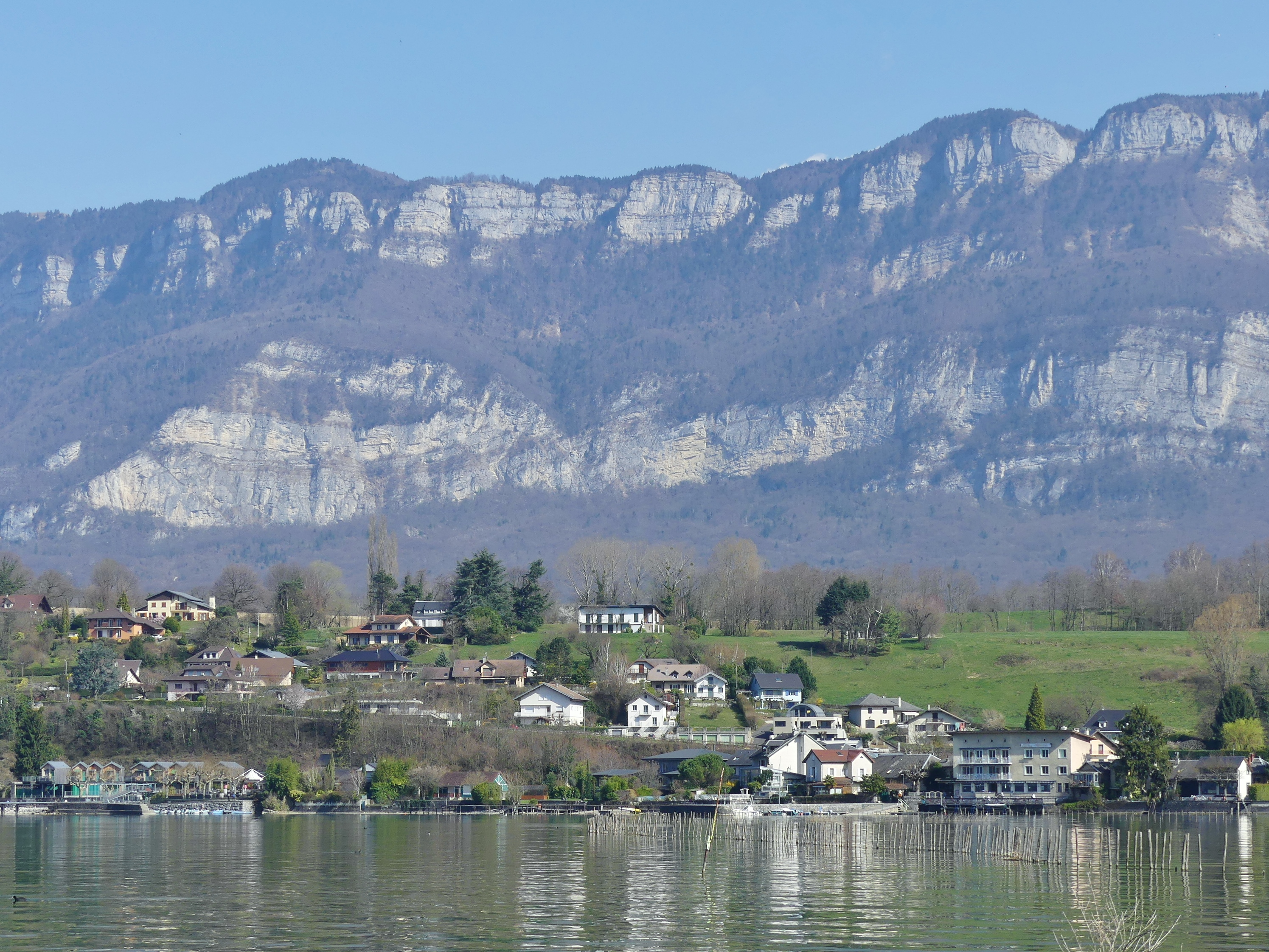
Terre-Nue vue des Mottets (printemps 2017)

Viviers-du-Lac est par ailleurs desservie par les bus du réseau de bus urbains Ondéa. La ligne principale no 1 reliant Aix-les-Bains au Le Bourget-du-Lac dessert une grande partie du territoire de la commune. Les lignes de proximité 10 et 12 desservent également la commune en période et aux horaires scolaires.
La plus grande rue est la rue Antoine-Montagnole en parallèle de la mairie, de l'école et de l'église.
Le hameau de Terre-Nue, situé au bord du lac, dépendant de la commune de Viviers-du-Lac, dispose d'un port et d'une cale à bateaux. Il est traversé par la rue piétonne Colonel-Bachetta qui rejoint la route D1201.

## Urbanisme

### Typologie
Au 1er janvier 2024, Viviers-du-Lac est catégorisée ceinture urbaine, selon la nouvelle grille communale de densité à sept niveaux définie par l'Insee en 2022.
Elle appartient à l'unité urbaine de Chambéry, une agglomération intra-départementale regroupant 35  communes, dont elle est une commune de la banlieue,,. Par ailleurs la commune fait partie de l'aire d'attraction de Chambéry, dont elle est une commune de la couronne,. Cette aire, qui regroupe 115 communes, est catégorisée dans les aires de 200 000 à moins de 700 000 habitants,.
La commune, bordée par un plan d’eau intérieur d’une superficie supérieure à 1 000 hectares, le lac du Bourget, est également une commune littorale au sens de la loi du 3 janvier 1986, dite loi littoral. Des dispositions spécifiques d’urbanisme s’y appliquent dès lors afin de préserver les espaces naturels, les sites, les paysages et l’équilibre écologique du littoral, tel le principe d'inconstructibilité, en dehors des espaces urbanisés, sur la bande littorale des 100 mètres, ou plus si le plan local d’urbanisme le prévoit.

### Occupation des sols
L'occupation des sols de la commune, telle qu'elle ressort de la base de données européenne d’occupation biophysique des sols Corine Land Cover (CLC), est marquée par l'importance des territoires artificialisés (39,8 % en 2018), en augmentation par rapport à 1990 (34,2 %). La répartition détaillée en 2018 est la suivante : 
zones urbanisées (29,9 %), zones agricoles hétérogènes (24,7 %), eaux continentales (21,4 %), zones humides intérieures (11,3 %), espaces verts artificialisés, non agricoles (6,1 %), zones industrielles ou commerciales et réseaux de communication (3,7 %), forêts (2,9 %).
L'IGN met par ailleurs à disposition un outil en ligne permettant de comparer l’évolution dans le temps de l’occupation des sols de la commune (ou de territoires à des échelles différentes). Plusieurs époques sont accessibles sous forme de cartes ou photos aériennes : la carte de Cassini (XVIIIe siècle), la carte d'état-major (1820-1866) et la période actuelle (1950 à aujourd'hui).

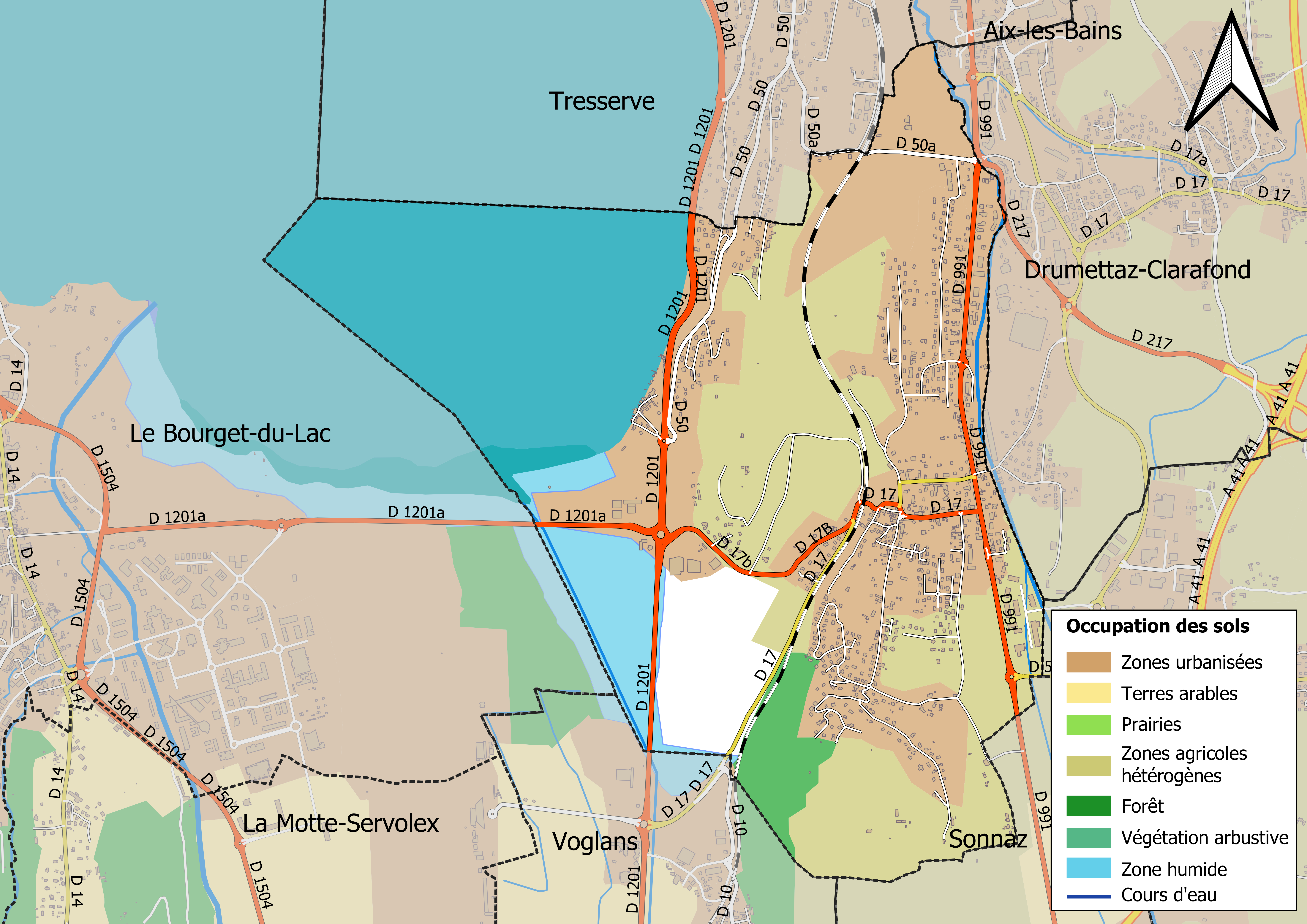
Carte des infrastructures et de l'occupation des sols en 2018 (CLC) de la commune.
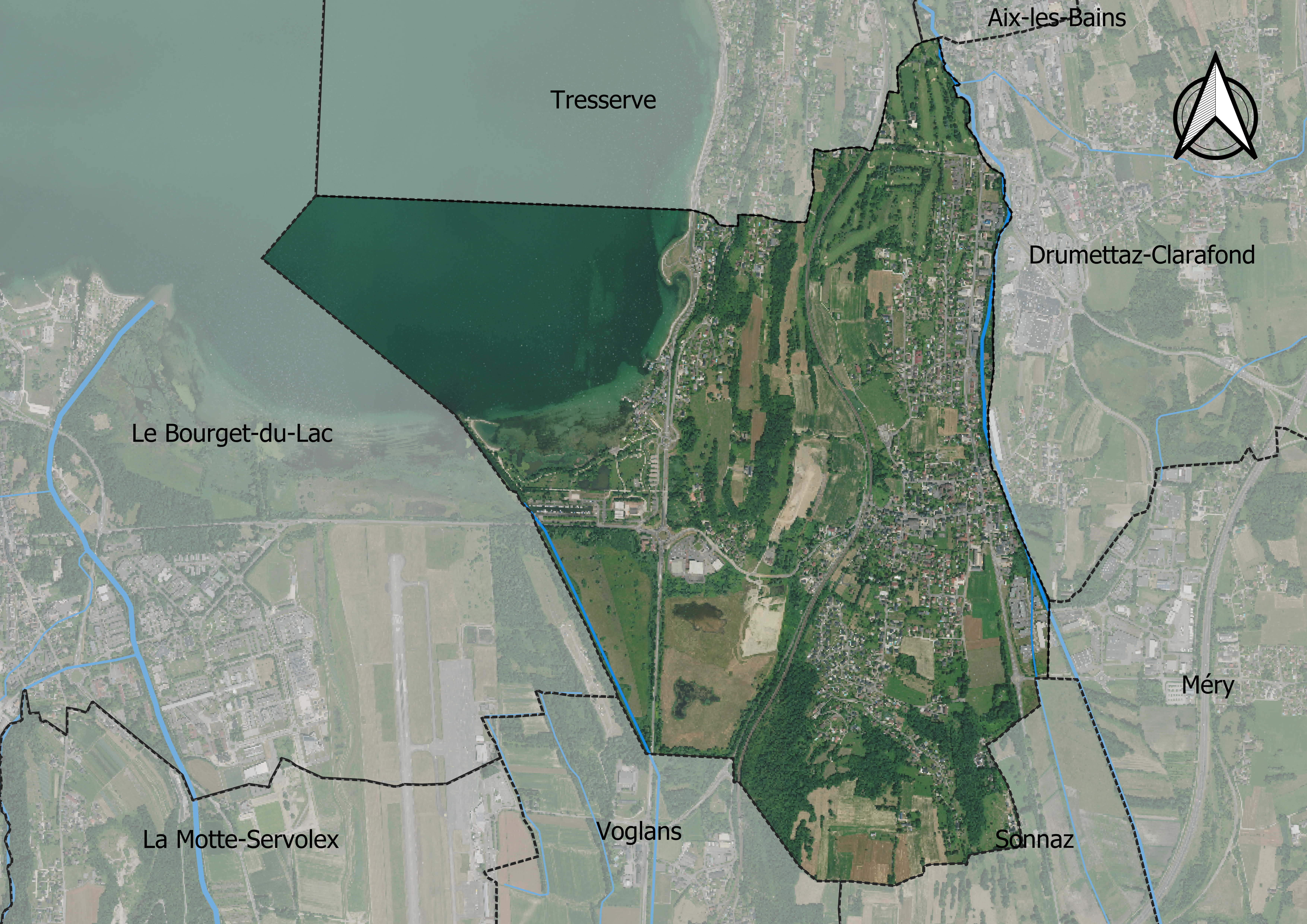
Carte orthophotogrammétrique de la commune.

## Toponymie
Le nom de la commune apparaît dans les documents médiévaux sous la forme ecclesia de Vivariis (vers 1120), ecclesia de Viveriis (1152-1340) ou encore Viveria (1488),. À partir du XVIIIe siècle et jusqu'en 1956, la forme en usage était Le Viviers,.
Le toponyme de Viviers-du-Lac, associant l'ancien nom de la commune et le syntagme « lac », marquant la position riveraine du lac du Bourget, est adoptée par décret le 27 avril 1956,,.
Le nom Viviers trouve son origine dans le mot vivier, dérivant du latin vivarium, « garenne, vivier », soit un réservoir où sont placés les poissons,.
En francoprovençal, le nom de la commune s'écrit Le Vevyé, selon la graphie de Conflans.

## Politique et administration

### Liste des maires
| Période                                  | Période                   | Identité            | Étiquette | Qualité |
| ---------------------------------------- | ------------------------- | ------------------- | --------- | --- |
| 1912                                     | 1925                      | Antoine Montagnole. |           | Conseiller municipal de 1900 à 1912 puis maire de 1912 à 1925. Elu conseiller d'arrondissement en 1928. Officier du Mérite Agricole, Officier d'Académie, Chevalier de la Légion d'Honneur, Médaille d'Honneur départementale et communale de Vermeil. |
| 10 novembre 1957                         | mars 1983                 | Henri Blanc         |           | |
| avant 1988                               | ?                         | Gilbert Perruisset  |           | |
| mars 2001                                | En cours (au 2 août 2020) | Robert Aguettaz     | DVG       | Employé Vice-président de la CA Grand Lac |
| Les données manquantes sont à compléter. |                           |                     |           | |

## Population et société

### Démographie
Ses habitants sont appelés les Viviérain(e)s,.

L'évolution du nombre d'habitants est connue à travers les recensements de la population effectués dans la commune depuis 1793. Pour les communes de moins de 10 000 habitants, une enquête de recensement portant sur toute la population est réalisée tous les cinq ans, les populations de référence des années intermédiaires étant quant à elles estimées par interpolation ou extrapolation. Pour la commune, le premier recensement exhaustif entrant dans le cadre du nouveau dispositif a été réalisé en 2005.

En 2022, la commune comptait 2 282 habitants, en évolution de +2,56 % par rapport à 2016 (Savoie : +3,63 %, France hors Mayotte : +2,11 %).
| 1793 | 1800 | 1806 | 1822 | 1838 | 1848 | 1858 | 1861 | 1866 |
| ---- | ---- | ---- | ---- | ---- | ---- | ---- | ---- | ---- |
| 222  | 189  | 286  | 370  | 481  | 500  | 488  | 465  | 513  |

| 1872 | 1876 | 1881 | 1886 | 1891 | 1896 | 1901 | 1906 | 1911 |
| ---- | ---- | ---- | ---- | ---- | ---- | ---- | ---- | ---- |
| 481  | 502  | 551  | 451  | 463  | 437  | 452  | 425  | 418  |

| 1921 | 1926 | 1931 | 1936 | 1946 | 1954 | 1962 | 1968 | 1975 |
| ---- | ---- | ---- | ---- | ---- | ---- | ---- | ---- | ---- |
| 400  | 456  | 467  | 454  | 508  | 626  | 669  | 711  | 775  |

| 1982 | 1990  | 1999  | 2005  | 2006  | 2010  | 2015  | 2020  | 2022  |
| ---- | ----- | ----- | ----- | ----- | ----- | ----- | ----- | ----- |
| 971  | 1 144 | 1 491 | 1 751 | 1 814 | 2 056 | 2 203 | 2 286 | 2 282 |

### Enseignement
La commune de Viviers-du-Lac est rattachée à l'académie de Grenoble.

### Médias
La commune est située dans l'aire de distribution du quotidien régional, Le Dauphiné Libéré.

### Lieux et monuments

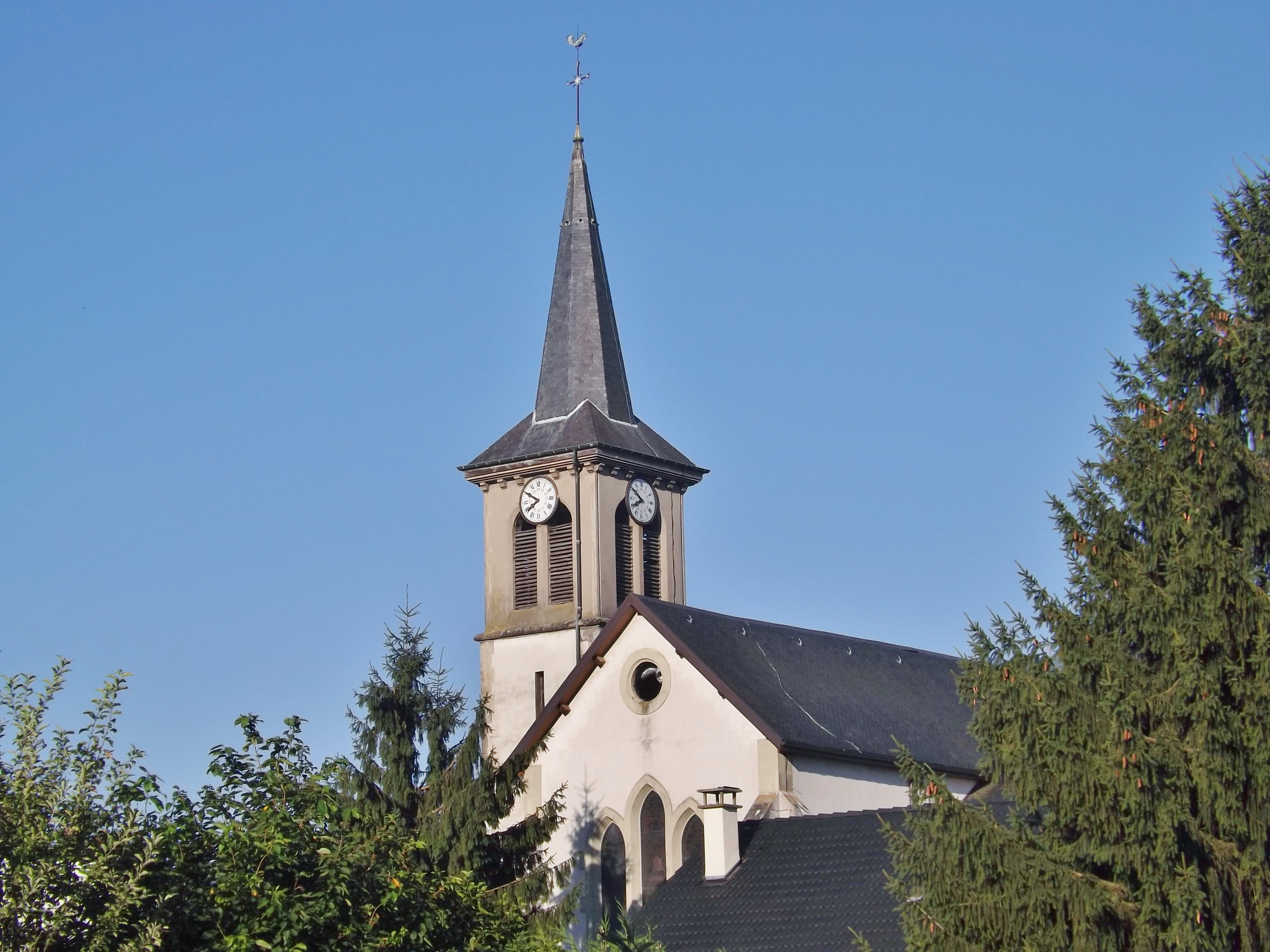
Clocher de l’église.

## Culture locale et patrimoine

### Personnalités liées à la commune
- Alain Simac-Lejeune (né en 1982), nageur français, y est conseiller municipal.[réf. souhaitée]